# Hotel Bayren
El Hotel Bayren está situado en el paseo de Neptuno, en la Playa de Gandía (Valencia), España. Fue construido en 1959 con proyecto de los arquitectos Luis Gay Ramos y José Antonio Pastor Pastor.
El edificio se emplaza en primera línea de playa en una malla reticular de calles cuya alineación principal queda marcada por el paseo marítimo, en un solar rectangular de 5.700 m², y se retranquea tanto de la alineación del paseo marítimo, como de la del vial trasero. En el primer caso el retranqueo es mucho mayor con el fin de crear una amplia zona ajardinada, que se emplea como terraza de fiestas, que es donde se sitúa la escalinata de acceso; en el segundo caso el retranqueo deja un patio de servicios y una zona de aparcamiento. La forma del edificio es, asimismo, rectangular, siendo su dimensión mayor paralela a la línea marcada por la playa y el paseo marítimo.
La imagen del edificio es completamente exenta en el momento de su construcción, sin referencia alguna de un entorno edificado preexistente. La fachada principal volcada al mar se resuelve con terrazas corridas a lo largo de toda la longitud, dando al edificio un marcado carácter horizontal.

## Descripción
Edificio de programa hotelero, con planta a cota cero para servicios, planta noble, con la recepción, el salón y el restaurante; y tres plantas de habitaciones, con un total de 61. El hall está situado en la planta noble, y es contiguo espacialmente con el salón y el comedor, que dan a una terraza cubierta bajo una pérgola que tras recorrer longitudinalmente la fachada continúa tras un giro de 90° por la parte norte de la parcela, enmarcando el espacio de la parcela donde se sitúa la piscina. El programa habitacional se organiza en las dos primeras plantas según un corredor central dando a 24 habitaciones por planta, 13 de ellas orientadas al mar con terraza y 11 a la huerta; y en la tercera, con 13 habitaciones orientadas al mar y terraza posterior. Tipológicamente es un bloque laminar de tres alturas con un único núcleo vertical, con corredores longitudinales centrales servidores a células con dos orientaciones.
El sistema constructivo se desarrolla longitudinalmente según una estructura de hormigón armado que mantiene la misma dimensión de crujía, de tal manera que cada celda corresponde a un módulo estructural. Los cierres son de ladrillo caravista y las barandillas metálicas.
En el contexto en el que se edificó el Hotel Bayren, se apostaba por una colonización bastante racional de la Playa de Gandía. El primer edificio turístico emplazado es de gran calidad arquitectónica de dimensiones muy acotadas con una preocupación por el tratamiento de la parcela, y de la relación del edificio con ésta. Hay un estudio de circulaciones, organizando zonas de aparcamiento, de acceso, de jardín y de instalaciones de ocio. Es muy interesante la relación de la planta noble con la zona del jardín y de la piscina con un espacio lineal abierto y cubierto, que hace de transición desde el comedor, con el posterior quiebro, que da lugar a un espacio cubierto que delimita al norte la parcela y controla y da privacidad a la zona de la piscina.
El tratamiento de las fachadas es muy racional; existe una valoración de éstas según su orientación y es especialmente interesante la resolución de la fachada marítima con una larga balconada corrida de gran vuelo, donde es apenas perceptible la compartimentación de las celdas. Esta contundencia de los voladizos, unidos a la gran dimensión de los cantos de forjado; crean juegos de sombras y marcan una acusada horizontalidad. Esta simple solución se complementa con el tratamiento cromático de los materiales de recubrimiento, hoy desaparecido; y todo ello es coherente con el contexto marítimo en el que se emplaza el hotel. El resto de las fachadas mantienen el mismo carácter, y quedan muy equilibradas mediante la contraposición de grandes paramentos macizos a lienzos con una disposición regular de huecos.
El programa inicial del hotel que pretendía recoger el incipiente turismo quedó muy pronto desbordado, y ha sido objeto de sucesivas ampliaciones; la primera en los años sesenta en la misma parcela, sobre el elemento de pérgola al norte de la parcela; disponiéndose un bloque ortogonal al anterior. Las posteriores, ya en otras parcelas, recibieron el nombre de Bayrén II y Bayrén III sucesivamente.